# オナガタイマイ
オナガタイマイ (Graphium antiphates) は、アゲハチョウ科に分類されるチョウの一種。

## 分布

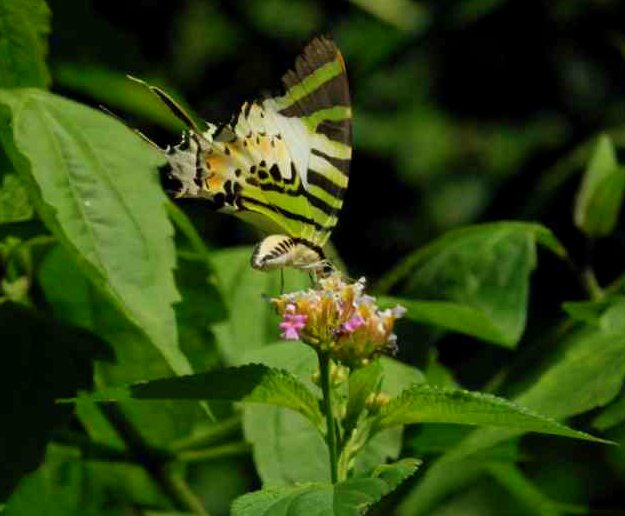
Fivebar Swordtail

熱帯域アジアの広い範囲に分布する。

## 特徴
開長7.5センチメートル。翅の緑色がよく目立つ。前翅に黒線が5つあり、翅頂部が黒い。
一年をとおして樹木の茂った砂州でみることができる。
バンレイシ科を食樹とする。ヒメオオゴマダラタイマイ (Graphium delessertii) とともに吸水している姿がよくみられる。